# Christian Schad
Christian Schad (Miesbach, 1894 - Keilberg, 1982) foi um pintor alemão.
Destacou-se na qualidade de um dos expoentes da corrente alemã "Nova Objectividade", que procurava retratar, criticamente, as realidades sociais da Alemanha durante o período da República de Weimar (1919-1933).